# Old Phone
Old Phone è un singolo del cantante britannico Ed Sheeran, pubblicato il 2 maggio 2025 come secondo estratto dal sesto album in studio Play.

## Video musicale
Il video, diretto da Emil Nava è stato pubblicato l'8 maggio 2025.

## Tracce
Testi di Ed Sheeran, musiche di Ed Sheeran, Ilya Salmanzadeh, Blake Slatkin, Johnny McDaid, Savan Kotecha.
1. Old Phone – 3:41

## Classifiche
| Classifica (2025) | Posizione massima |
| ----------------- | ----------------- |
| Canada            | 60                |
| Irlanda           | 20                |
| Islanda           | 38                |
| Norvegia          | 54                |
| Regno Unito       | 17                |
| Stati Uniti       | 74                |
| Svezia            | 62                |
| Svizzera          | 34                |